# Васюківщина
Васюкі́вщина — село в Україні, у Миколаївській сільській громаді Сумського району Сумської області. Населення становить 43 осіб. До 2016 орган місцевого самоврядування — Северинівська сільська рада.

## Населення

### Мова
Розподіл населення за рідною мовою за даними :
| Мова       | Кількість | Відсоток |
| ---------- | --------- | -------- |
| українська | 41        | 95.35%   |
| російська  | 2         | 4.65%    |
| Усього     | 43        | 100%     |

## Географія
Село Васюківщина знаходиться на відстані 0,5 км від села Северинівка та знятого з обліку 1987 року села Стеценкове. Поруч проходить автомобільна дорога Р44.

## Історія
12 червня 2020 року, відповідно до розпорядження Кабінету Міністрів України № 723-р «Про визначення адміністративних центрів та затвердження територій територіальних громад Сумської області», село увійшло до складу Миколаївської сільської громади.
19 липня 2020 року, в результаті адміністративно-територіальної реформи та ліквідації Сумського району(1923—2020), увійшло до складу новоутвореного Сумського району.